# Hömyrtjärnen, Jämtland
Hömyrtjärnen är en sjö i Krokoms kommun i Jämtland och ingår i Indalsälvens huvudavrinningsområde.